# Эуримены
Эуримены (лат. Eurymen) — род морских рыб семейства психролютовые. Встречаются в водах северной части Тихого океана: в Японском и Беринговом море и до острова Кадьяк у побережья Аляски. Донные рыбы. Максимальная длина тела от 36 (Eurymen bassargini) до 39 см (Eurymen gyrinus). Эти рыбы безвредны для человека, не имеют хозяйственного значения, их охранный статус не определён.

## Классификация
На июнь 2021 года в род включают 2 вида:
- Eurymen bassargini Lindberg, 1930 — Головастиковидный бычок Басаргина[3]
- Eurymen gyrinus Gilbert & Burke, 1912 — Красногубый эуримен